# Mercedes AMG F1 W04
Chronologie des modèles (2013)
Mercedes AMG F1 W03 Mercedes AMG F1 W05
Présentée le 4 février 2013 sur le circuit permanent de Jerez en Espagne, la Mercedes AMG F1 W04 est la monoplace de Formule 1 engagée par l'écurie allemande Mercedes Grand Prix dans le cadre du championnat du monde de Formule 1 2013. Elle est pilotée par l'Allemand Nico Rosberg, qui effectue sa quatrième saison chez Mercedes, et le Britannique Lewis Hamilton, en provenance de l'écurie McLaren Racing. Conçue par l'ingénieur italien Aldo Costa, la F1 W04 est une évolution de la Mercedes AMG F1 W03 de la saison précédente.

## Création de la monoplace
Évolution de la Mercedes AMG F1 W03 de 2012, la F1 W04 développée par Aldo Costa présente néanmoins quelques nouveautés : la monoplace dispose d'un aileron avant très travaillé orné de flaps en V et de plusieurs mini-ailerons, inclinés vers l'avant et les pontons de la monoplace sont hauts et courts. Toutefois, les suspensions de la F1 W04 sont identiques à ceux de sa devancière et conserve un nez cassé, bien que la cassure soit moins marquée que sur la F1 W03.
La monoplace dispose d'un aileron avant très travaillé orné de flaps et de plusieurs mini-ailerons inclinés vers l'avant. Les suspensions sont identiques à ceux de sa devancière. La voiture est propulsée par un moteur V8 FO 108F de 2,4 litres qui développe 550 kW (750 chevaux). Le KERS est un développement interne de Mercedes.

## Résultats en championnat du monde de Formule 1
| Saison | Écurie                        | Moteur              | Pneus   | Pilotes        | Courses | Courses | Courses | Courses | Courses | Courses | Courses | Courses | Courses | Courses | Courses | Courses | Courses | Courses | Courses | Courses | Courses | Courses | Courses | Points inscrits | Classement |
| Saison | Écurie                        | Moteur              | Pneus   | Pilotes        | 1       | 2       | 3       | 4       | 5       | 6       | 7       | 8       | 9       | 10      | 11      | 12      | 13      | 14      | 15      | 16      | 17      | 18      | 19      | Points inscrits | Classement |
| ------ | ----------------------------- | ------------------- | ------- | -------------- | ------- | ------- | ------- | ------- | ------- | ------- | ------- | ------- | ------- | ------- | ------- | ------- | ------- | ------- | ------- | ------- | ------- | ------- | ------- | --------------- | ---------- |
| 2013   | Mercedes AMG Petronas F1 Team | Mercedes V8 FO 108F | Pirelli |                | AUS     | MAL     | CHI     | BAH     | ESP     | MON     | CAN     | GBR     | ALL     | HON     | BEL     | ITA     | SIN     | COR     | JAP     | IND     | ABU     | USA     | BRÉ     | 360             | 2e         |
| 2013   | Mercedes AMG Petronas F1 Team | Mercedes V8 FO 108F | Pirelli | Nico Rosberg   | Abd     | 4e      | Abd     | 9e      | 6e      | 1er     | 5e      | 1er     | 9e      | 19e*    | 4e      | 6e      | 4e      | 7e      | 8e      | 2e      | 3e      | 9e      | 5e      | 360             | 2e         |
| 2013   | Mercedes AMG Petronas F1 Team | Mercedes V8 FO 108F | Pirelli | Lewis Hamilton | 5e      | 3e      | 3e      | 5e      | 12e     | 4e      | 3e      | 4e      | 5e      | 1er     | 3e      | 9e      | 5e      | 5e      | Abd     | 6e      | 7e      | 4e      | 9e      | 360             | 2e         |

Légende : ici
- * Le pilote n'a pas terminé la course mais est classé pour avoir parcouru plus de 90 % de la distance de course.